# Schwarzkopfibis
Der Schwarzkopfibis (Threskiornis melanocephalus), auch als Schwarzhals-Ibis bezeichnet, gehört zu den Ibissen und lebt in Indien, Pakistan, Burma und Thailand.

## Aussehen
Der Schwarzkopfibis hat eine Gesamtlänge von ca. 50 bis 90 cm, Männchen sind etwas größer als Weibchen.
Das Gefieder ist komplett weiß gefärbt mit teilweise gräulichen Spitzen. Der vordere Teil des Halses sowie der Kopf sind unbefiedert, an diesen Stellen tritt schwarze Haut zutage. Beide Geschlechter haben die gleiche Gefiederfärbung.
Der Schnabel ist lang, schmal und nach unten gebogen.

## Verbreitung
Der Schwarzkopfibis lebt in Indien, Pakistan, Burma und Thailand. Seine nächsten Verwandten sind der Heilige Ibis und der Molukkenibis.
Die Vögel leben vorzugsweise in der Nähe von Gewässern, auf die sie als Nahrungsquelle angewiesen sind.

## Vermehrung
Der Schwarzkopfibis brütet in Kolonien, z. T. mit anderen Ibisarten. Das Nest befindet sich am Boden, im Unterholz oder in Bäumen. Das Weibchen legt zwischen 2 und 4 Eiern, die etwa 21 Tage bebrütet werden. Bei der Fütterung durch die Elterntiere greift das Jungtier mit seinem Schnabel mehrfach an den des Elterntiers, worauf dieses den Schlundinhalt für das Küken hervorwürgt. Die Jungvögel sind nach etwa fünf bis sechs Wochen flügge.

## Nahrung
Mit seinem langen Schnabel stöbert der Schwarzkopfibis im Boden bzw. Sediment nach Insekten, Krebsen und anderen Kleinlebewesen. Gelegentlich können zu seiner Beute auch kleine Nagetiere oder Reptilien gehören.

## Sonstiges
Die Schwarzkopfibisse fliegen zumeist in linien- oder keilförmigen Formationen.